# Loraspis frater
Loraspis frater är en skalbaggsart som beskrevs av Étienne Mulsant och Claudius Rey 1870. Loraspis frater ingår i släktet Loraspis och familjen Aphodiidae. Inga underarter finns listade i Catalogue of Life.